# Dinastia Ghica
Familia Ghica (Ghika, Ghyka) este o veche familie de boieri din Țările Române, originară din Albania, care a dat mulți domnitori în Țara Românească și în Moldova, mari politicieni, oameni de știință și de cultură români.

## Domni ai Țării Românești
- Gheorghe Ghica (1600-1664): 1659 - 1660
- Grigore I Ghica (?-1675): 1660 - 1664 și 1672 - 1673
- Grigore al II-lea Ghica (1695-1752): 1733 - 1735 și 1748 - 1752
- Matei Ghica (1728-1756): 1752 - 1753
- Scarlat Ghica (1715-1766): 1758 - 1761 și 1765 - 1766
- Alexandru Scarlat Ghica (1698-1741): 1766 - 1768
- Grigore al III-lea Ghica (ca.1724-1777): 1768 - 1769
- Grigore al IV-lea Ghica (Grigore Dimitrie Ghica) (1755-1834): 1822 - 1828
- Alexandru Dimitrie Ghica (1796-1862): 1834 - 1842 și 1856 - 1858 (primul domn regulamentar)

## Domni ai Moldovei
- Gheorghe Ghica: 1658 - 1659
- Grigore al II-lea Ghica: 1726 - 1733, 1735 - 1739, 1739 -1741, și 1747 - 1748
- Matei Ghica: 1753 - 1756
- Scarlat Ghica: 1757 - 1758
- Grigore al III-lea Ghica: 1764 - 1767 și 1774 - 1777
- Grigore al V-lea Ghica (Grigore Alexandru Ghica): 1849 - 1853 și 1854 - 1856

## Prim-Miniștri ai României
- Ion Ghica (1816-1897): 1866 - 1867 și 1870 - 1871
- Dimitrie Ghica (1816-1897): 1868 - 1870

## Alți membri
- Ioan Grigore Ghica (1830-1881), politician român, ministru de externe, ambasador
- Elena Ghica (1828–1888), cunoscută sub pseudonimul Dora d'Istria, scriitoare română
- Pantazi Ghica (1831–1882), scriitor, critic literar român
- Dimitrie Ghica-Comănești (1840–1923), politician, jurist, explorator român
- Nicolae Ghica-Comănești (1875-1921), explorator și om politic, fiul lui Dimitrie Ghica-Comănești
- Dimitrie I. Ghica (1875–1967), politician, ministru de externe român.
- Vladimir Ghika (1873–1954), scriitor, diplomat, preot
- Matila Ghyka (1881–1965), scriitor, istoric, diplomat român
- Alexandru Ghika (1902-1964), matematician, profesor universitar, membru titular al Academiei Române